# HD 73267
HD 73267 (HIP 42202 / SAO 199418) es una estrella situada en la constelación de la Brújula de magnitud aparente +8,90, por lo que no es observable a simple vista. En 2008 se anunció el descubrimiento de un planeta extrasolar orbitando alrededor de esta estrella.
Situada a 179 años luz del sistema solar, HD 73267 es una enana amarilla de tipo espectral G5V. Ligeramente más fría que el Sol, tiene una temperatura efectiva de 5317 K. Su radio es un 4 % mayor del que tiene el Sol y brilla con una luminosidad equivalente al 78 % de la luminosidad solar.
La metalicidad de HD 73267, dato generalmente relacionado con la presencia de sistemas planetarios, es comparable a la solar ([Fe/H] = +0,03). Rota más lentamente que el Sol, con una velocidad de rotación estimada de 1,65 km/s, a la que corresponde un período de rotación de 42 días. Tiene una masa de 0,89 masas solares y parece ser significativamente más antigua que el Sol, con una edad en torno a 7400 millones de años.

## Sistema planetario
El espectrógrafo HARPS, instalado en el Observatorio de La Silla (Chile), ha permitido descubrir en 2008 la existencia de un planeta extrasolar en órbita alrededor de HD 73267. Denominado HD 73267 b, tiene una masa mínima tres veces mayor que la del planeta Júpiter. Orbita a una distancia media de 2,2 UA respecto a la estrella, completando una órbita cada 1260 días (3,45 años).
| Acompañante (En orden desde la estrella) | Masa (MJ)     | Período orbital (días) | Semieje mayor (UA) | Excentricidad |
| ---------------------------------------- | ------------- | ---------------------- | ------------------ | ------------- |
| HD 73267 b                               | > 3,06 ± 0,07 | 1260 ± 7               | 2,198 ± 0,025      | 0,256 ± 0,009 |